# كفر يعقوب
كفر يعقوب إحدى قرى مركز كفر الزيات التابع لمحافظة الغربية بجمهورية مصر العربية.

## التاريخ
قرية كفر يعقوب من القرى القديمة، حيث وردت باسم «حصة عامر» في أعمال جزيرة بني نصر ضمن قرى الروك الصلاحي التي أحصاها ابن مماتي في كتاب قوانين الدواوين، كما وردت باسم «حصة عامر» في أعمال جزيرة بني نصر ضمن قرى الروك الناصري التي أحصاها ابن الجيعان في كتاب «التحفة السنية بأسماء البلاد المصرية».
وردت باسم «حصة عامر» في التربيع العثماني الذي أجراه الوالي العثماني سليمان باشا الخادم في عصر السلطان العثماني سليمان القانوني ضمن قرى ولاية جزيرة بني نصر، وفي تاريخ 1228هـ/1813م الذي عدّ قرى مصر بعد المسح الذي قام به محمد علي باشا باسم «كفر يعقوب».
ذكرت القرية في تعداد 1882 من توابع مركز تلا بمديرية المنوفية، ثم ذكرت في التعدادات اللاحقة من توابع مركز كفر الزيات.

## السكان
بلغ عدد سكان كفر يعقوب 15,167 نسمة حسب تقدير عام 2018. توجد أقلية مسيحية بالقرية.
| السنة  | 1882 | 1897 | 1907 | 1927 | 1947 | 1960 | 1976 | 1986 | 1996   | 2006   | 2018   |
| ------ | ---- | ---- | ---- | ---- | ---- | ---- | ---- | ---- | ------ | ------ | ------ |
| القرية | 1268 | 1769 | 2271 | 2613 | 3720 | 4528 | 6321 | 8704 | 10,457 | 12,111 | 15,167 |